# Otto Meza
Otto Meza (San Salvador, El Salvador; 22 de agosto de 1972), más conocido por su nombre artístico Otto, es un caricaturista y diseñador gráfico salvadoreño. Se considera el autor de la primera serie de libros de caricaturas en su país.

## Biografía
La primera influencia importante en la vida artística de Otto fue su propio tío, quien recibía un curso de dibujo por correspondencia y cuyo trabajo le impresionó. También lo fue la obra del caricaturista Charles Schulz, autor de su personaje favorito Snoopy.
Cuando era un adolescente, el dibujo le mantuvo entretenido durante los momentos álgidos de la guerra civil salvadoreña, y alrededor de los 15 años de edad conoció al caricaturista Ruz, con quien recibió sus primeras instrucciones en el arte de la caricatura. Fue así que mostró sus primeras obras en la sección «Palomitas de papel» de La Prensa Gráfica y en el periódico La Noticia con trabajos de corte político.
En los años siguientes continuó su formación autodidacta, y terminado el bachillerato decidió estudiar Medicina en la Universidad de El Salvador. De acuerdo a sus propias palabras, se pagó cinco de los ocho años de la carrera haciendo retratos y caricaturas. Posteriormente se cambió a la carrera de Diseño Gráfico, la cual se costeaba trabajando en diversos oficios y de la que se graduó en la Universidad Don Bosco. También se formó como diseñador web y en multimedia en Studio Spoltiago en la ciudad de Roma, así como se adentró en la infografía y los gráficos interactivos. Parte de sus influencias comprenden a Duarte, Alecus, Renato, Mónica del Valle, Bollani y Toño Salazar.
Ha mostrado su trabajo en los periódicos La Prensa Gráfica, El Mundo y en la sección «El Farolero» del periódico digital El Faro, dedicado a la caricatura política. Con este mismo medio de comunicación colaboró con las ilustraciones del libro El cómic de lo que siempre quisiste decirle a tus gobernantes, lanzado en el año 2012 y el cual contiene las 200 mejores ideas propuestas de parte de los salvadoreños a sus gobernantes a través de Twitter. La obra quedó preseleccionada en la categoría PR Lions del 59.º Festival Internacional de Creatividad Cannes Lions.
Los personajes más conocidos de Otto Meza son el Diputado Ticuiza, enmarcado en el humor político; y Otto y Momo, una pareja de un niño y su mascota que reflexionan sobre las vicisitudes de la vida desde un punto de vista infantil. El año 2012, Meza lanzó !Llegan Otto y Momo!, que se considera el inicio de la primera serie de libros de caricaturas en la historia de El Salvador.